# Izabela I. Jeruzalemska
Izabela I. Jeruzalemska (Nablus, Jeruzalemsko Kraljevstvo, 1172. – Akra, Jeruzalemsko Kraljevstvo, 5. travnja 1205.), vladajuća jeruzalemska kraljica od 1190./92. do svoje smrti 1205. godine. Naslijedila je na prijestolju svoju polusestru, kraljicu Sibilu nakon njene smrti 1190. i nakon što se 1192. godine Sibilin suprug, kralj Gvido Lizinjanski odrekao jeruzalemske krune i dobio na upravu otok Cipar.

## Životopis
Bila je kći jeruzalemskog kralja Almarika I. i kraljice Marije Komnene, pranćakinja bizantskog cara Manuela I. Komnena (1143. – 1180.). Imala je polubrata Balduina IV., jeruzalemskog kralja (1174. – 1185.) i polusestru Sibilu, jeruzalemsku kraljicu (1186. – 1190.). Poslije iznenadne očeve smrti, jeruzalemsku krunu je naslijedio njen brat Balduin IV. Budući da je bolovao od gube te stoga nije mogao imati djecu, odlučio je osigurati prijestolje na način da je 1176. godine dao svoju sestru Sibilu za ženu plemiću Vilimu od Montferrata, ali on je umro nekoliko mjeseci kasnije. Ipak u tom braku se rodio Balduin, budući jeruzalemski kralj. U međuvremenu, Izabelina majka Marija se u jesen 1177. godine preudala za plemića Baliana od Ibelina, a kralj Balduin IV. je dao polusestru Sibilu Gvidu Lizinjanskom za suprugu 1180 godine.
Godine 1183. Izabela se udala za plemića Humphreyja Toronskog, nećaka engleskog kralja Rikarda Lavljeg Srca i francuskog kralja Filipa II., u dvorcu Keraku, a tijekom proslave braka, Saladin je izvršio opsadu dvorac. Kralj Balduin IV. je krenuo u pomoć opkoljenom Keraku te je Saladin bez pokušaja napada napustio opsadu i povukao svoju vojsku.
Poslije smrti Balduina IV. u proljeće 1185. godine, a godinu i po dana kasnije umro je i maloljetni Sibilin sin, kralj Balduin V. Grof Rajmund III. od Tripolija odlučio je proglasiti Izabelu i Humphreyja IV. za novog kralja i kraljicu, ali Humphrey je tajno otputovao iz Nablusa u Jeruzalem i poklonio se Gvidu i Sibili kao novom kralju i kraljici Jeruzalema. Za vrijeme opsade Akre umrla je kraljica Sibila i njene dvije kćerke, nakon čega su baruni kraljevstva odlučili da Gvido Lizinjanski nema više pravo na jeruzalemsku krunu, tvrdeći da je pravo na krunu prešlo na Sibilinu polusestru Izabelu. Budući da su velikaši smatrali Izabelinog supruga nepodobnog za novog kralja, njihov brak bez djece je poništen 1190. godine, a Izabela se preudala za križarskog vođu Konrada od Montferrata, koji je okrunjen za jeruzalemskog kralja. S njime je dobila kćer, Mariju od Montferrata, buduću jeruzalemsku kraljicu.
Godine 1192. Gvido Lizinjanski se odrekao naslova jeruzalemskog kralja i dobio od engleskog kralja Rikarda Lavljeg Srca na upravu otok Cipar. Međutim, iste je godine umro kralj Konrad te se Izabela preudala za Henrika od Champagnea koji je iure uxoris postao kraljem Jeruzalema (1192. – 1197.). S njime je imala dvije kćeri, Alisi i Filipu od Champagnea. Poslije Henrikove smrti 1197. godine, Izabela je ponovno postala samostalna vladarica, da bi se 1198. godine preudala za ciparskog kralja Almarika, starijeg brata nekadašnjeg jeruzalemskog kralja Gvida Lizinjanskog, čime su se suprotstavljena potraživanja jeruzalemske krune objedinila. Izabela je s novim suprugom Almarikom imala troje djece: Sibilu, Melsalindu i Amalrika koji je umro u ranoj dobi.
Nakon smrti kraljice Izabele i Almarika, prijestolje Jeruzalemskog Kraljevstva naslijedila je Izabelina najstarija kći Marija.